# Soke
Soke (宗家, Sōke, líder familiar), é um título outorgado àquele artista marcial (budoca) que é líder de uma determinada linhagem (estilo ou escola) de uma disciplina, como ju-jitsu ou kenjutsu. Na maioria das vezes, um soke é um fundador de um estilo, ou recai sobre um dos filhos deste.